# Ceuthmochares aereus
Il beccogiallo o malcoa africana (Ceuthmochares aereus Vieillot, 1817), è un uccello della famiglia dei Cuculidae e unico rappresentante del genere Ceuthmochares.

## Sistematica
Ceuthmochares aereus ha due/tre sottospecie:
- Ceuthmochares aereus aereus
  - Ceuthmochares aereus extensicaudus sottospecie di C. a. aereus
- Ceuthmochares aereus flavirostris
- Ceuthmochares aereus australis - talvolta considerato specie separata come beccogiallo del Sudafrica o malcoa verde (Ceuthmochares australis Sharpe, 1873), ha anche una sottospecie, Ceuthmochares australis dendrobates.

## Distribuzione e habitat
Questo uccello vive in Africa centrale e meridionale, dal Senegal al Sudan e a sud fino al Sudafrica. Manca in Namibia, Botswana e Ciad.